# V348 Андромеды
V348 Андромеды (лат. V348 Andromedae) — кратная звезда в созвездии Андромеды на расстоянии (вычисленном из значения параллакса) приблизительно 1080 световых лет (около 331 парсека) от Солнца.
Пара первого и второго компонентов (HD 1082) — двойная затменная переменная звезда типа Алголя (EA). Видимая звёздная величина звезды — от +6,9m до +6,75m. Орбитальный период — около 27,704 суток.

## Характеристики
Первый компонент (TYC 2794-1375-1) — бело-голубая звезда спектрального класса B9. Масса — около 2,81 солнечных, радиус — около 2,42 солнечных. Эффективная температура — около 10500 K.
Второй компонент — бело-голубая звезда спектрального класса B9V. Масса — около 2,69 солнечных, радиус — около 2,34 солнечных. Эффективная температура — около 10412 K.
Третий компонент — бело-голубая звезда спектрального класса B8V. Масса — около 3,4 солнечных. Орбитальный период — около 86,9 лет.
Четвёртый компонент — оранжевый карлик спектрального класса K. Масса — около 575,29 юпитерианских (0,5492 солнечных). Удалён на 2,689 а.е..
Пятый компонент (BD+43 33C) — жёлто-оранжевая звезда спектрального класса K-G. Видимая звёздная величина звезды — +13m. Радиус — около 4,12 солнечных, светимость — около 8,966 солнечных. Эффективная температура — около 4918 K. Удалён на 18,8 угловых секунд.
Шестой компонент (CCDM J00153+4412D). Видимая звёздная величина звезды — +14,5m. Удалён на 27,6 угловых секунд.